# Wole Soyinka
Wole Soyinka (Abeokuta, 1934. július 13. –) joruba származású, főleg angol nyelven publikáló Nobel-díjas nigériai regényíró. Emellett Nigériában és Angliában is elismert színházi személyiség és politikai aktivista. Irodalmi munkásságát elismerve Afrika egyik legnagyobb írójának tartják és ő az első fekete-afrikai irodalmi Nobel-díjas.

## Életrajz
1954-től a leedsi egyetemen irodalmat tanult, később 1973-ban ugyanitt doktorált. Fiatalon drámaíróként, színészként, rendezőként, sőt színházalapítóként vált ismertté. Ibadani és leedsi egyetemi évei után nagyon sokrétű irodalmi, oktatói, politikai és közéleti tevékenységet fejtett ki. Hatéves angliai tartózkodása során 1958-1959 között a londoni Royal Court Theatre dramaturgja volt.
1960-ban a Rockefeller Alapítvány segítségével visszatért Nigériába. Különböző egyetemeken tanított drámát és irodalmat Ibadanban, Lagosban, és Ifeben, itt 1975-ig az összehasonlító irodalomtudomány professzora volt. 1960-ban alapította a 'The 1960 Masks', 1964-ben pedig a 'Orisun Theatre Company' nevű színházi csoportot. Ez utóbbi társulat Soyinka saját darabjait vitte színre, melyekben a szerző maga színészként is szerepelt. Vendégoktatóként tanított a cambridge-i, a sheffieldi egyetemen, és a Yale-n.
A nigériai polgárháború során egy cikkben tűzszünetért apellált, 1967-ben a lázadókkal való konspirálás vádjával letartóztatták. 22 hónapon keresztül politikai fogolyként tartották börtönben. A 'Transition' (Átmenet) című kulturális magazint 1973-1976-ig a lap (átmeneti) megszűnéséig szerkesztette. Soyinka szerkesztősége során a lap még inkább szókimondóvá vált, egyik szám címlapján Idi Amin Dada ugandai diktátor arcával és azon keresztbe a 'Karasi! ("Le vele!")' felirattal jelent meg.
Munkássága elismeréseként 1986-ban, a fekete-afrikai írók közül elsőként, irodalmi Nobel-díjban részesült. A nigériai politikai rendszert, a politikai zsarnokságot nyíltan kritizálta, köztük a zimbabwei Mugabe-rezsimet is. Sani Abacha tábornok diktátorsága alatt (1993-1998) önkéntes száműzetésbe vonult. Ez idő alatt főként az Egyesült Államokban tartózkodott, az Atlantában található Emory University professzora volt. 1999-ben, amikor Nigériának újra civil kormányzata lett, elfogadott egy nyugalmazott állást az Ife-beli egyetemen.
Később több amerikai egyetemen tanított. 2007 áprilisában a két héttel korábbi nigériai elnökválasztások érvénytelenítését követelte, az eljárást jellemző csalások és erőszak miatt.
Több, mint húsz irodalmi művet publikált köztük színdarabokat, esszéket, regényeket, verseket, emlékiratokat, tudományos és történelmi könyveket.

## Magyarul megjelent (önálló) művei
- Drámák; vál. Karig Sára, ford. Garai Gábor et al., utószó Szántó Judit; Európa, Bp., 1978 ISBN 963-07-1625-9
- A fékevesztettség évada; ford. Szentmihályi Szabó Péter, versford. Gyárfás Endre; Magvető, Bp., 1980 (Világkönyvtár) ISBN 963-271-241-2
- Aké. A gyermekkor évei. Regény; ford. Garaczi László, utószó Göncz Árpád; Európa, Bp., 1987 (Modern könyvtár) ISBN 963-07-4259-4
- Krónikák a föld legboldogabb népének országából. Regény; ford: Csuhai István; Európa, Bp., 2023 ISBN 978-963-504-712-3